# Bregenz Open
Die Bregenz Open waren eine Pokerturnierserie, die von 2005 bis 2012 sowie 2014 einmal jährlich im Casino Bregenz in Vorarlberg ausgetragen wurde. Sie zählte zu den wichtigsten Pokerturnierserien im mitteleuropäischen Raum.

## Austragungen
| Beginn        | Turniere | Main Event    | Main Event | Main Event     | Main Event  | Main Event       | Main Event |
| Beginn        | Turniere | Buy-in (in €) | Teilnehmer | Sieger         | Herkunft    | Preisgeld (in €) | Quelle     |
| ------------- | -------- | ------------- | ---------- | -------------- | ----------- | ---------------- | ---------- |
| 20. Feb. 2005 | 5        | 1500          | 074        | Marc Friedmann | Schweiz     | 034.100          |            |
| 19. Feb. 2006 | 6        | 2000          | 110        | Abel Meijberg  | Niederlande | 057.350          |            |
| 25. Feb. 2007 | 6        | 2000          | 207        | Tommi Lindfors | Finnland    | 100.550          |            |
| 24. Feb. 2008 | 6        | 2000          | 187        | Markus Lehmann | Deutschland | 095.930          |            |
| 22. Feb. 2009 | 6        | 2000          | 223        | Toni Judet     | Rumänien    | 110.160          |            |
| 21. Feb. 2010 | 6        | 2000          | 169        | Daniel Lackner | Osterreich  | 087.660          |            |
| 20. Feb. 2011 | 7        | 2000          | 184        | Izak Muday     | Turkei      | 092.645          |            |
| 19. Feb. 2012 | 6        | 2000          | 170        | Stjepan Jokic  | Osterreich  | 088.825          |            |
| 4. Mai 2014   | 6        | 2000          | 156        | Josef Kogler   | Osterreich  | 070.000          |            |